# Westliche Geisterlibelle
Die Westliche Geisterlibelle (Boyeria irene) ist eine Libellenart aus der Familie der Edellibellen (Aeshnidae), welche der Unterordnung der Großlibellen (Anisoptera) angehören.

## Merkmale
Die Westliche Geisterlibelle erreicht Flügelspannweiten von 8,5 bis 9,5 Zentimetern. Die Weibchen dieser Art sind braun gefärbt, die Männchen besitzen eine trübgrüne Zeichnung am Brustabschnitt (Thorax) und am Hinterleib (Abdomen). Verwechslungen kann es nur mit der erst 1991 aus Kreta beschriebenen Art Boyeria cretensis (Kretische Geisterlibelle) geben, die neben ihrer auf diese Insel begrenzten Verbreitung auch eine schärfere Zeichnung hat.

## Verbreitung
Die Westliche Geisterlibelle lebt im westlichen Mittelmeergebiet (Portugal, Spanien, Süd- und Mittelfrankreich, Italien, Nordafrika), wobei das Verbreitungsgebiet im Norden bis in einige Regionen der Schweiz (z. B. Vierwaldstättersee) und zum Bodensee reicht. 2008 wurde sie zum ersten Mal in Niedersachsen nachgewiesen. Dieses völlig isoliert liegende Vorkommen in der Lüneburger Heide konnte in den Folgejahren regelmäßig bestätigt und um weitere lokale Fundpunkte ergänzt werden.

## Lebensweise
Die Tiere fliegen vom Juli bis September und sind im Süden praktisch ausschließlich an Bächen und Flüssen anzutreffen, während die Art sich in der Schweiz in Seen entwickelt. Die Jagdzeit ist die Abenddämmerung und man kann sie auf ihren Jagdflügen auch weitab der Gewässer finden. Vor allem die hellen Straßenflächen locken die Tiere an, weshalb sie sehr häufig Opfer vorbeirauschender Fahrzeuge werden.
Die Männchen fliegen zur Paarung an der Uferlinie der Flüsse entlang, um die Weibchen zu suchen oder sie kreuzen über der Wasserfläche. Die Paarung beginnt über dem Wasser und endet in der Vegetation. Die Weibchen legen ihre Eier durch Einstich in Baumwurzeln am Ufer ab.

## Larvenentwicklung
Die Larven leben bevorzugt im Geröll permanenter Fließgewässer versteckt zwischen locker gepackten Kieseln. Die Dauer ihrer Entwicklung beträgt zwei, manchmal auch drei Jahre. Die Emergenz erfolgt im Juni und Juli an vertikalen Strukturen direkt am Gewässerrand, gerne an senkrechten oder überhängenden Felsen.

## Gefährdung
In der Roten Liste etwa von Deutschland wird die dort nur punktuell in Niedersachsen, Süd-Bayern und am Bodensee auftretende Art als „R – extrem selten“ eingestuft.